# Ahu
Ahu, kamene platforme na Uskršnjem otoku na kojima stoje gigantske kamene figure poznate kao moai. Izgrađeno ih je koliko je zasad poznato 313, a većina ih je izgrađena u obalnom području, vrlo rijetko u unutrašnjosti (ahu Akivi). Broj moai statua iznosi oko 900 (887), a izgrađene su između 1250. i 1500. godine.
Najpoznatije među njima su ahu Tongariki s 15 moaia podno vulkana Pukatike, na sjevernoj obali otoka Ahu Taharoa, Ahu Tau A Ure, Ahu Te Pito Kura, Ahu Hekii, Ahu Nau Nau, Ahu Vai Tara Kai Ua (kod plaže Anakena), Ahu Ature Huke, Ahu A Tanga, Ahu Papa Tekena (ispod sjevernih padina vulkana Terevaka). Na zapadnoj obali su: Ahu Vai Mata, Ahu Maitake Te Moa (ili Ahu Maitaki Te Moa), Ahu Te Peu, kompleks Ahu Tahai (Ahu Vai Ure, Ahu Ko Te Riku, i Ahu Tahai) i Ahu Te Ata Hero. Na južnoj obali između Hanga Vinapua i Hanga Nuia ima ih najveći broj: Ahu Vinapu, Ahu Tahira, Ahu Hanga Hahave, Ahu Hanga Poukura, Ahu Tarakiu, Ahu Hanga Te'e, Ahu Ura Uranga Te Mahina, Ahu Akahanga, Ahu Oroi, Ahu Runga Va'e, Ahu Hanga Tetenga, Ahu Tuu Tahi i Ahu One Makihi.
Po španjolskim izvještajima iz 1770. i nizozemskim iz 1772. na otoku su viđene samo stojeće statue, ali James Cook koji je otok posjetio 1774. izvještava da su mnoge statue srušene sa svojih ahua. Huri Mo'ai ili 'obaranje moaia' nastavlja se sve do 1830.-tih godina kao dio internih sukoba među otočanima. Do 1838. jedini uspravni moai ostao je na obroncima vulkana Rano Raraku. Jedan bazaltni moai Hoa Hakananai'a, godine 1868. ukrcan je na frigatu HMS Topaze, i prebačen u Portsmouth gdje je stigao 25 kolovoza 1869., i danas se nalazi u Britanskom muzeju u Londonu.
Danas se baština uskršnjih otoka obnavlja, a dosada su restaurirani u Orongu, Hanga Roi, Ahu Tongariki i Ahu Akivi.